# 王繼祖 (香港政治人物)
王繼祖（英語：Wong Kai Cho，2009年5月16日—），香港民主派人士，天水圍社區關注組召集人、前宏逸選區社區主任及組織成員。

## 生平
王繼祖在香港出生，2020年6月22日王與其地成員成立了天水圍社區關注組，組織特色是兒童或青少年關心社區。2021年2月，王繼祖因在公園遇襲事件辭去關注組宏逸社區主任一職。2021年8月9日凌晨，辭任「天水圍社區關注組」成員一職。

## 在公園遭受襲擊
2021年1月24日王繼祖於天秀路公園巡區期間，發現一群「大媽」及老翁聚集跳舞，王提醒對方減少音量時，疑遭一名老翁頭撼門牙及毆打腹部。涉事老翁撞向王繼祖。後來王晚上前往警署報案，並到醫院驗傷。於當日警方經初步調查後把案件列作「普通襲擊」處理。1月25日警方於天秀路公園把朱姓老翁拘捕。老翁被控1項普通襲擊罪，律政司在屯門裁判法院同意撤控，簽保守行為了事，法庭最終下令被告自簽500元、守行為一年，毋須留案底。